# Biserica „Sf. Stelian” din Chițorani
Biserica „Sf. Stelian” din Chițorani este un ansamblu de monumente istorice aflat pe teritoriul satului Chițorani, comuna Bucov.
Ansamblul este format din următoarele monumente:
- Biserica „Sf. Stelian” (cod LMI PH-II-m-A-16414.01)
- Turn clopotniță (cod LMI PH-II-m-B-16414.02)